# Städtischer Vieh- und Schlachthof (Dresden)

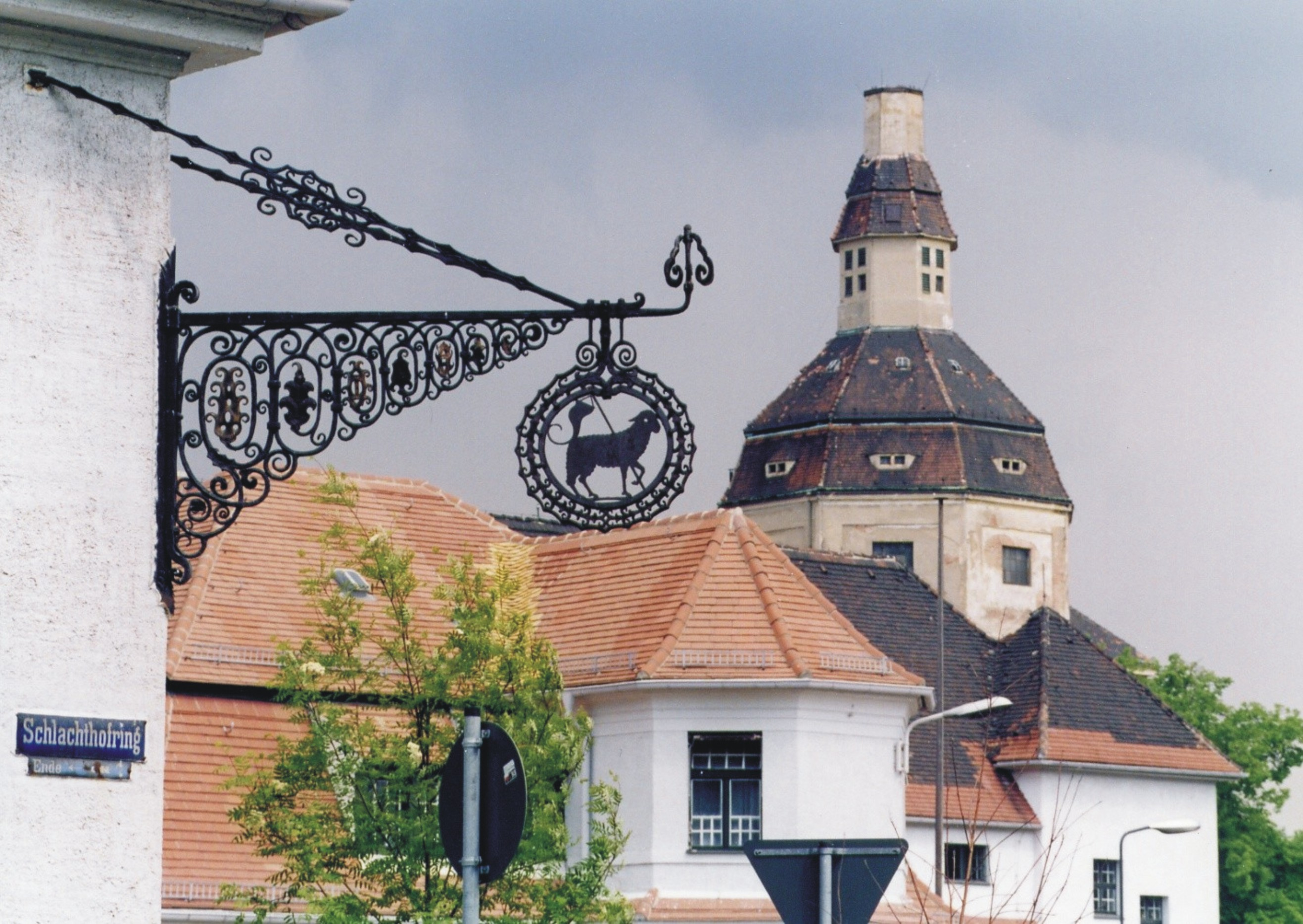
Am Städtischen Vieh- und Schlachthof (Architekt: Hans Erlwein 1906–1910)

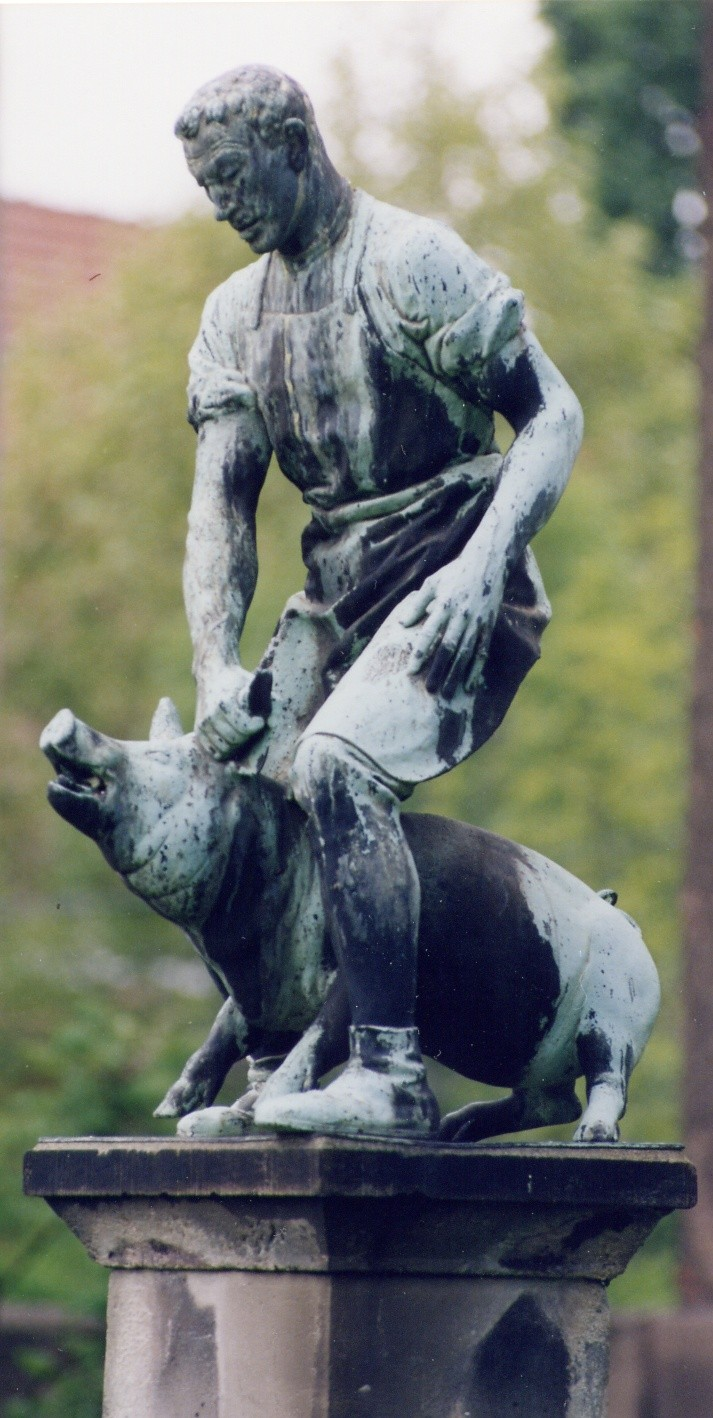
Plastik Schweinetreiber (Georg Wrba)

Der Städtische Vieh und Schlachthof (kurz: Erlweinscher Schlachthof) von Dresden ist ein unter Denkmalschutz stehendes Gebäudeensemble im Großen Ostragehege. Er befindet sich in isolierter Randlage vom Stadtteil Friedrichstadt zwischen dem Elbstrom und der Friedrichstädter Flutrinne. Das Gebäudeensemble wurde im sogenannten Heimatschutzstil erbaut.

## Vorgeschichte
Der alte Schlachthof der Stadt Dresden befand sich auf der gegenüber liegenden Elbseite an der Leipziger Straße. Die wachsende Stadt hatte im 19. Jahrhundert eine stetige Zunahme an Bevölkerung und damit ebenso bei der Nahrungsgüterwirtschaft zu verzeichnen. Die zunehmenden Mengen von zu verarbeiteten Tierprodukten stellte die bisherige Schlachtpraxis vor gewachsene und neue technologische sowie hygienische Probleme. Deshalb eröffnete 1873 die Dresdner Fleischerinnung einen Centralschlachthof und Viehmarkt mit einer angeschlossenen Talgschmelze, wo ein täglicher Schlachtbetrieb, ein wöchentlicher Schlachtviehmarkt und gelegentliche Rossmärkte unter fachlicher Aufsicht ermöglicht wurden. Mit der Betriebsaufnahme dieser Einrichtung ging die Zahl von Schlachtungen außerhalb dieser Anlage stark zurück. Die Stadtgemeinde hatte daraufhin durch den Erlass eines Ortstatutes rechtskräftig untersagt, dass neue Privatschlächtereien im Dresdner Stadtgebiet entstanden.
Um der trotzdem drohenden Seuchengefahr und unsachgemäßen Fleischverkäufen in den expandierenden deutschen Städten wirkungsvoll zu begegnen, gab es um 1900 zahlreiche kommunaltechnische Veränderungen und Investitionen. Neben dem Ausbau der Trinkwasserver- und Abwasserentsorgung gehörte auch der Bau städtischer Schlachthöfe dazu.
Erste deutliche Zeichen dieser neue ausgerichteten kommunalen Zielstellungen zeichneten sich auf der Deutschen Städte-Ausstellung 1903 in Dresden ab. Im Rahmen dieser Ausstellung zeigten 32 deutsche Städte in der IV. Abteilung/Gruppe C Nahrungsmittelfürsorge ihre Projekte zur Errichtung von Vieh- und Schlachthöfen sowie chemischen Untersuchungsämtern. Darunter befanden sich Vorhaben in Augsburg, Berlin, Breslau, Chemnitz, Dresden, Düsseldorf, Frankfurt am Main, Hamburg, Königsberg, Leipzig, Mainz, München und Straßburg. Der Umfang, den diese Präsentationen einnahmen, belegt die Bedeutung solcher Anlagen und den damaligen verwaltungspolitischen Willen, diese Aufgabe in kommunaler Hoheit zu überführen.

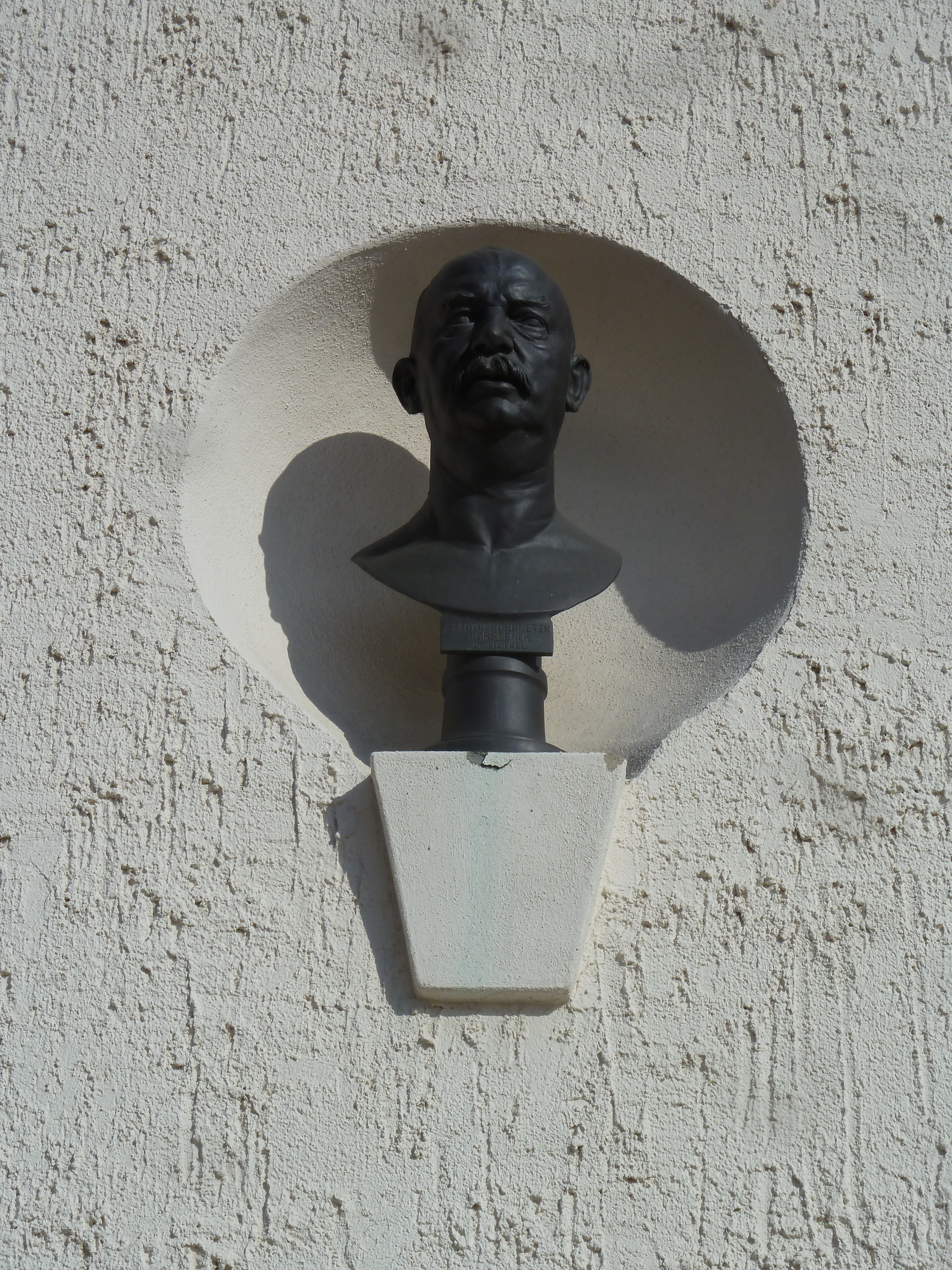
Büste für Johannes Georg Stöckel am Eckgebäude Messering 1

Damit reifte in Dresden der Plan zur Errichtung eines größeren und unter städtischer Aufsicht stehenden Vieh- und Schlachthofes heran. Unter Oberbürgermeister Otto Beutler wurde der Leiter des Hochbauamtes Hans Erlwein mit den konkreten Planungen beauftragt. Weitere in die Vorbereitungen eingebundene Personen waren der Stadtverordnetenvorsteher Johannes Georg Stöckel, der Ratsreferent und in der Sache beauftragte Sachbearbeiter Stadtrat Wokurka, der Vorsitzende des Schlachthofausschusses Bürgermeister Hugo Richard May sowie die Stadtverordneten Hermann Robert Krumbiegel und Carl Schümichen.
Die Verantwortung für die Ausführung lag in den Händen von Stadtbaurat Hans Erlwein als Architekt und Stadtbaumeister Bernhard Geißler für technische Aspekte.

## Vorbereitungen und Struktur

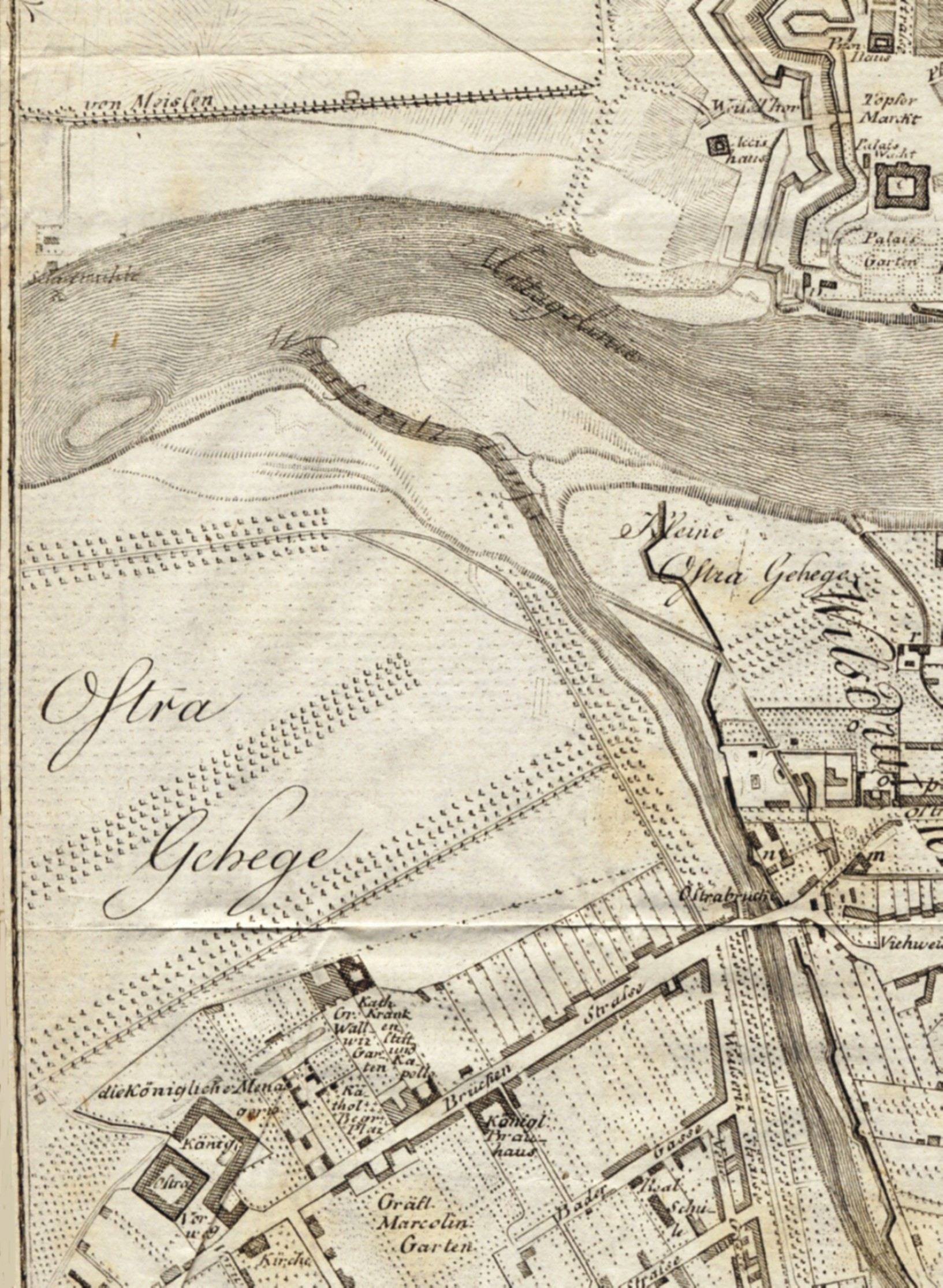
Die ehemalige Einmündung der Weißeritz im Osten des Großen Ostrageheges (um 1809)

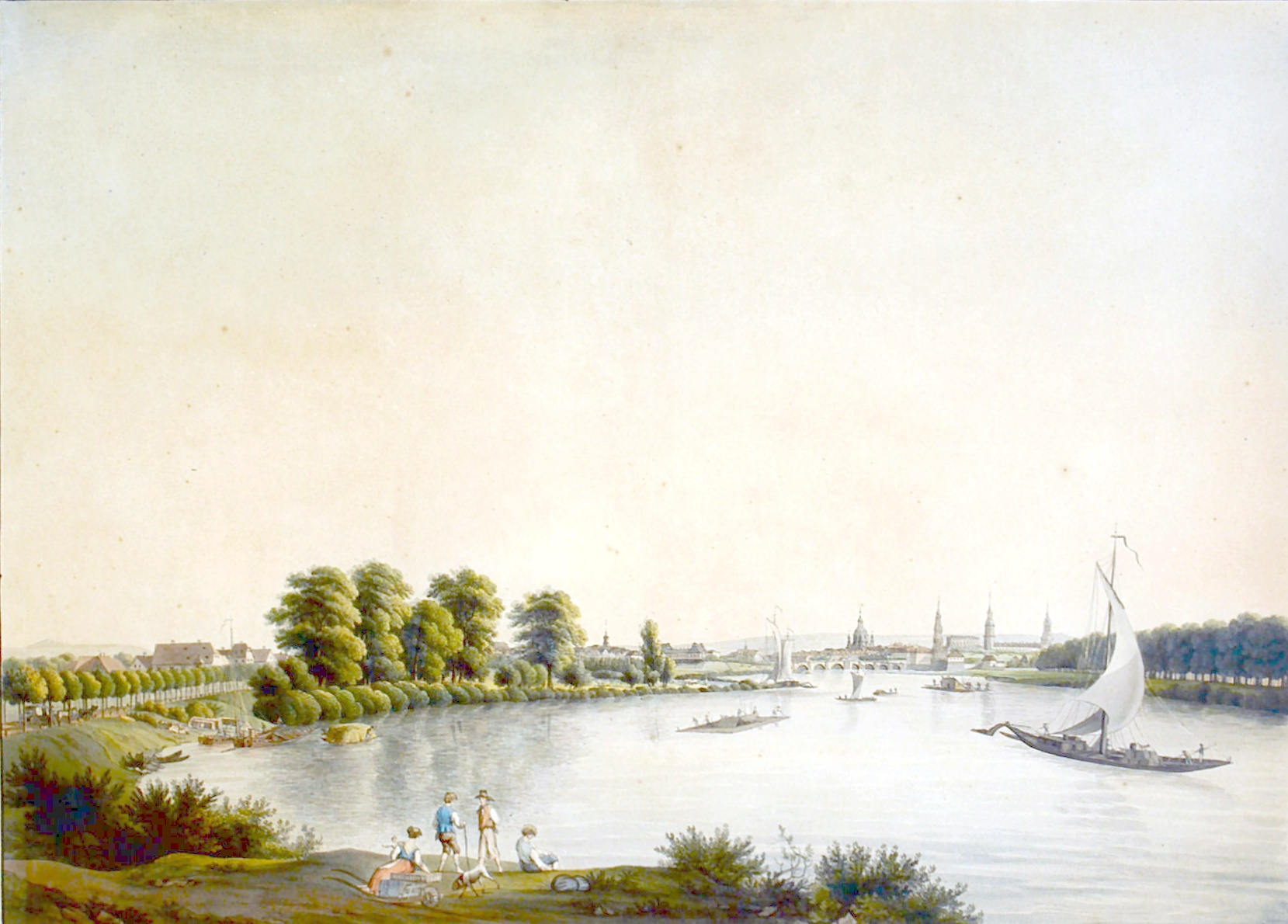
Elblandschaft bei Neudorf (links) und am Ostragehege (rechts) (Christian Gottlob Hammer, aquarellierter Stich um 1805)

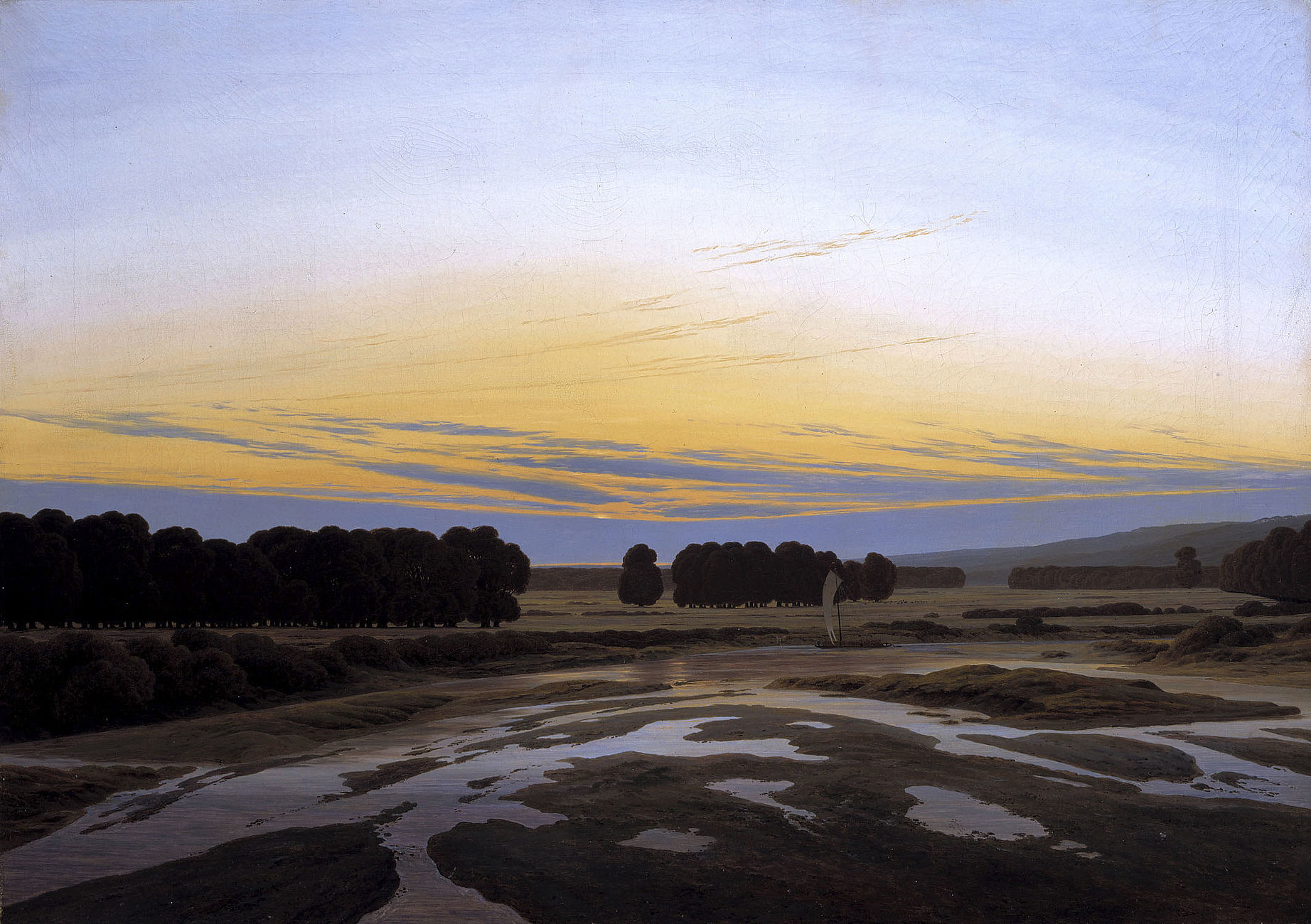
Das Große Ostragehege (Caspar David Friedrich, Öl um 1832)

Die Bauaktivitäten begannen im Jahr 1906 unter Leitung des jungen Stadtbaurates Hans Erlwein, der im zuvorliegenden Jahr an den Planungen gearbeitet hatte. Bereits in den Jahren 1902 bis 1904 entstand unter seiner Leitung in Bamberg der städtische Schlachthof, wofür er an der Stätte seiner ersten beruflichen Jahre in der Öffentlichkeit große Anerkennung fand.
Als Vorbedingung für eine sichere Bauausführung musste das Große Ostragehege als altes Überschwemmungsgebiet mit einem sicheren Bauuntergrund ausgestattet werden. Bereits in den Jahren 1891 bis 1893 schuf man auf Betreiben der städtischen Baubehörden die Friedrichstädter Flutrinne. In ihrem westlichen Teil befanden sich Tümpel und witterungsabhängig zwei kleine Wasserläufe (Schefflers Lache, Vogelheerds Lache). An ihrem östlichen Ende mündete zu diesem Zeitpunkt noch die Weißeritz in die Elbe. Die Strömungsverhältnisse am Zusammenfluss dieser beiden Wasserläufe sowie das mitgeführte Geröll erzeugte direkt unterhalb der Weißeritzeinmündung als Schwemmkegel eine fluviatile Aufschüttung aber auch eine ständige Hochwassergefahr. Die Weißeritz war in ihrem alten Unterlauf und vor der industriellen Bebauung des Dresdner Westens von Werdern und Altarmen begleitet. In Hochwasserzeiten bildete sich im Großen Ostragehege Tümpel und eine inselartige Situation, worauf der umgangssprachliche Name Ostra-Insel für den späteren Schlachthofbereich zurückgeht. Das Wort „Ostra“ entstammt dem slawischen Sprachraum und deutet auf „Insel“ (tschechisch ostrov, russisch остров) hin.
Diese natürlichen Ausgangsbedingungen galt es im Vorfeld des Bauvorhabens so zu verändern, dass ein gesichertes Baufeld für das Schlachthofprojekt bestand. Dazu wurden große Teile im Großen Ostragehege zu einer Terrasse aufgeschüttet und die Weißeritzmündung in den Jahren 1891 bis 1893 in westliche Richtung verlegt. Diese Arbeiten von erheblichem Umfang waren deshalb von grundlegender Bedeutung, weil die Weißeritz als ein Nebenfluss mit „zeitweilig schnell eintretenden Hochwässern“ bekannt war. Im 19. Jahrhundert hatten die Landesbehörden umfangreiche Umgestaltungsarbeiten an den Elbufern einschließlich Stromregulierungsarbeiten in Auftrag gegeben, um sowohl die Schiffbarkeit als auch die Hochwassersicherheit zu verbessern und um den Versandungen sowie Verlandungen im flussnahen Landschaftsraum vorzubeugen.

### Struktur der Anlage
Das Areal vom Städtischen Vieh- und Schlachthof hatte zur Zeit seiner Errichtung eine Gesamtfläche von 36,1 Hektar. Davon entfielen 19,2 Hektar auf den Viehhof und 16,9 Hektar auf den Schlachthof. Insgesamt bestand der Komplex aus 68 Einzelgebäuden. Im Eröffnungsjahr 1910 zählte diese Anlage zu den größten ihrer Art in Europa. Es wurden bei Betriebsaufnahme neben einheimischen Aufträgen auch Vieh aus Norddeutschland und Österreich verarbeitet.
Die funktionalen Einheiten waren:
- Viehhof
- Schlachthof
- Verwaltung und Gastwirtschaft
- Amtsschlachthof
- Pferde- und Hundeschlachthof
- Ladengebäude mit Amtswohnungen
- gewerbliche Anlagen (u. a. Talgschmelze, Verbrennungsanlage, Blutverwertungsanlage)

### Verkehrswege

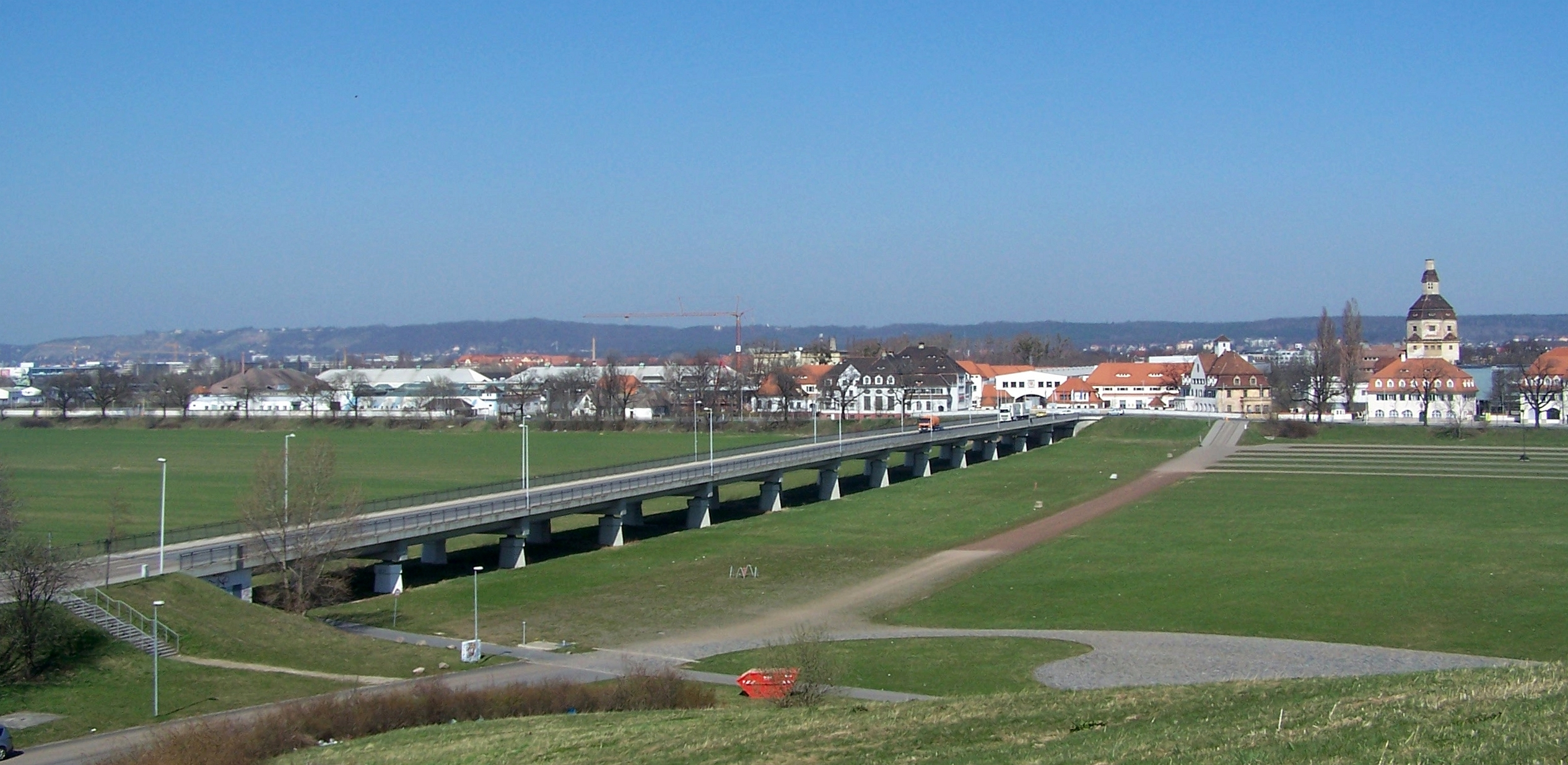
Die Schlachthofbrücke führt über die Friedrichstädter Flutrinne

Die Verkehrsanbindung war auf zwei Wegen gelöst worden. Für den Autoverkehr hatte die Stadt über die Friedrichstädter Flutrinne die Schlachthofbrücke errichten lassen, die vor dem Haupteingang in einer Rampenanlage endete und somit den Verkehr in zwei Richtungen (links und rechts abfließend) auftrennte.
Eine weitere Brücke in westlicher Richtung führte ein normalspuriges Gleis aus dem Gebiet vom König-Albert-Hafen heran, das an der Westseite der Ostra-Insel einmündete und das gesamte Areal an der Nordseite umfasste. Die Entladerampe im Schlachthofgelände hatte eine Gesamtlänge von 315 Metern. Mit allen Verzweigungen zu Nebengleisen hatte die Gleisanbindung zum Schlachthof eine Länge von 4363 Metern und verfügte über 21 Weichen, zwei kleinere Drehscheiben, einen Schuppen für Lokomotiven und eine Gleisbrückenwaage.
Für den innerbetrieblichen Verkehr der Produkte und Abfälle war eine schmalspurige Gleisanlage mit einer Streckenlänge von 2740 Metern, 64 Weichen und 9 Kreuzungen vorhanden.

## Viehhof
Zur Versorgung des lebenden Viehs existierten 3 Futterställe für Großtiere und 1 Futterstall für Schweine. Bei der Planung wurde darauf geachtet, dass in den Stallbereichen für Eisenkonstruktionen am Boden nur Rundprofile verwendet werden, damit das Vieh keine Verletzungen durch Abscheuern erlitt.
Für die Markthaltung großer Tiere existierte eine große Halle mit einer Länge von 116,4 Metern und einer Breite von 58,3 Metern. Darin konnten 1200 Tiere temporär untergebracht werden. Die Kleinvieh-Markthalle war genauso lang, allerdings 75 Meter breit. In ihr waren 396 Buchten eingebaut. Eine weitere Halle mit den Maßen 48 × 29 Meter diente der Markthaltung von Schafen. Sie hatte eine Aufnahmekapazität für 2200 Tiere. Im Kopfbau der Schafhalle befanden sich Räumlichkeiten für Kassen königlicher und städtischer Behörden, Aufenthaltsräume des Viehhofinspektors, der Tierärzte und weiterer technischer Mitarbeiter. Für die unverkäuflichen Tiere gab es zwei Überständerstallungen (Großvieh, Kleinvieh) mit einer besonderen Einfriedung. Ferner gab es Ställe für ausländisches Vieh, öffentliche Toiletten, ein kleines Gebäude für den Pförtner und ein Torwärterhäuschen.
Im Komplex des Viehhofes gab es mehrere begrünte Vorratsflächen, die als Reserve für Erweiterungsvorhaben des Schlachthofs bewusst angelegt waren.

## Amtsschlachthof
Dieser Bereich diente den Amtstierärzten zur tierärztlichen Begutachtung und der Schlachtung von kranken Tieren. Das dort gewonnene Fleisch und im großen Schlachthof als krank erkannte Rohprodukt erfuhr an dieser Stelle eine Desinfektion und Sterilisierung. Danach lagerte man es im eigenen Kühlhaus vom Amtsschlachthof.
In diesem Areal befanden sich ein Schlachthaus, ein Stallgebäude, Verwaltungsgebäude, Kühlhaus (88 Quadratmeter), Fahrzeugschuppen sowie die Kuttelei und ein Düngerhaus. Der Amtsschlachthof verfügte über ein Laboratorium, Untersuchungsräume sowie über Aufenthaltsräume für die Tierärzte und das technische Personal. Ferner gab es im Stallbereich einen Milchsterilisierungsraum, eine Futterküche und getrennte Stallungen für Großvieh, Kleinvieh und Schweine.

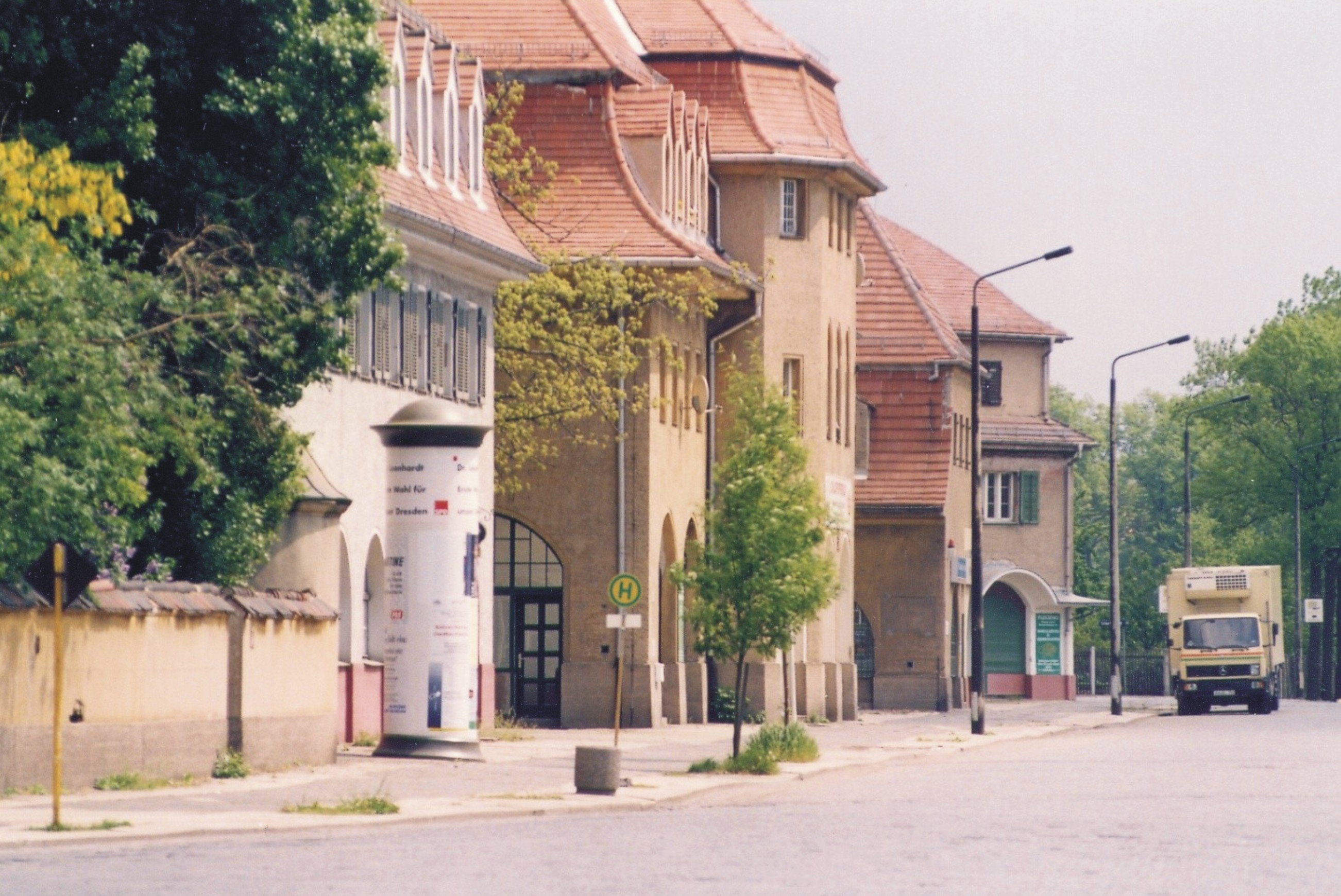
Wohngebäude am Schlachthofring (heute Messering)

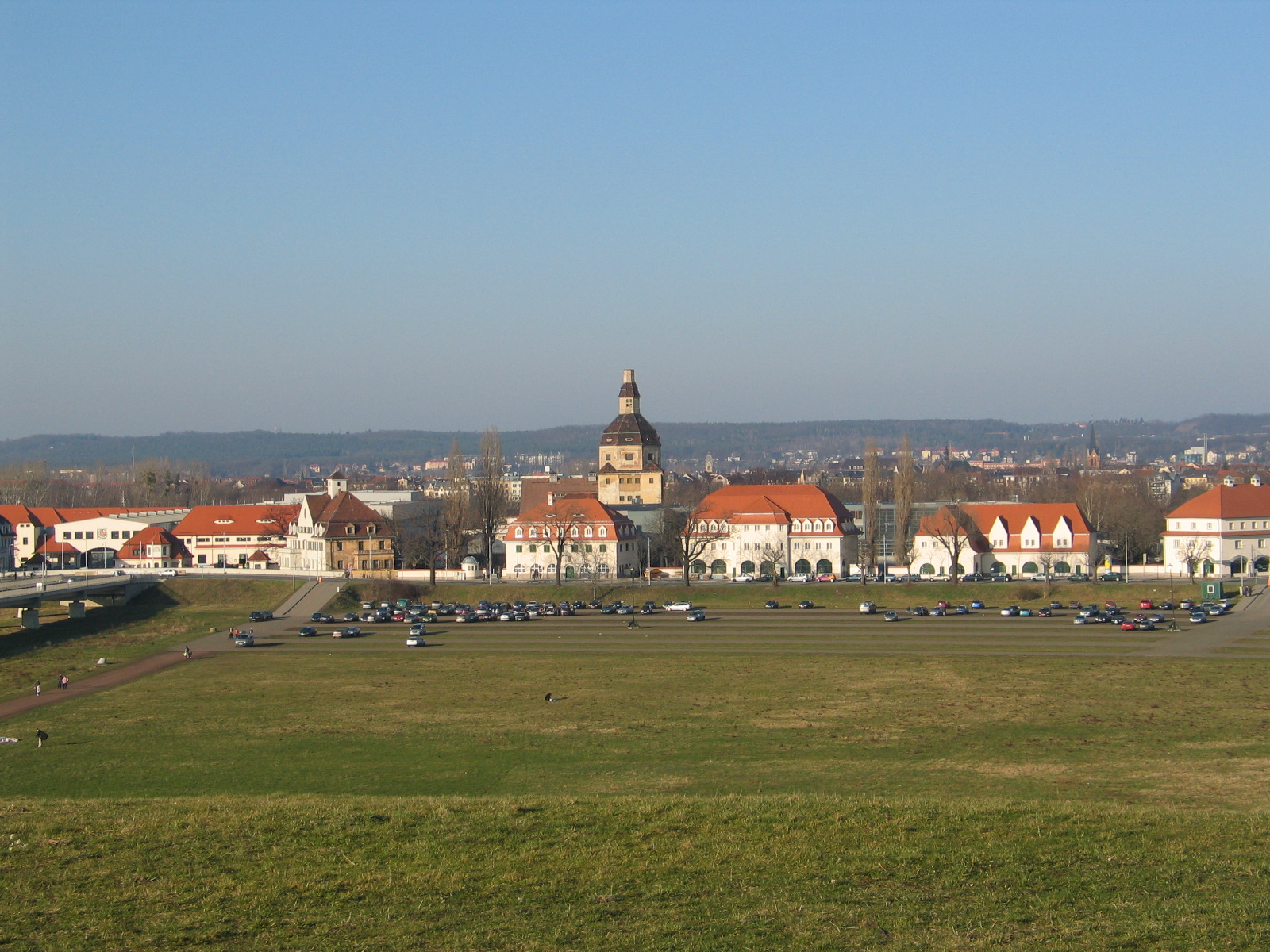
Wohnhäuser vom Schlachthof und ehemaliger Haupteingang (links)

### Pferdeschlachthof
Der Pferdeschlachthof nahm nur einen kleinen Bereich ein und war unmittelbar nördlich vom Amtsschlachthof eingerichtet. Hier befand sich ein Stallgebäude, ein Schlachtbereich, die Kuttelei und ein Kühlhaus. In diesem Schlachthaus gab es einen Sonderbereich für Hunde. Das erforderliche Personal hatte eigene Räumlichkeiten.

### Ladengebäude mit Amtswohnungen
Für die Bediensteten hatte man mit Errichtung des Städtischen Vieh- und Schlachthofes Wohnungen vorgesehen, die am Schlachthofring in mehreren Häusern geschaffen wurden. Die Wohnanlage ist mit einigen Grünflächen in den rückseitigen Höfen aufgelockert. Im Erdgeschossbereich verfügten mehrere Wohnbauten über Geschäftsräume für Ladengeschäfte.

## Hauptschlachthof
Dieser Funktionsbereich bildete den Hauptbereich der gesamten Anlage. Die folgenden Gebäude waren die einzelnen Baugruppen:
- Schlachtstall für Großvieh
- zwei Schlachthallen für Großvieh (76 × 26,3 Meter)
- Schlachthalle für Kleinvieh (59,6 × 45,9 Meter)
- Schlachtstall für Schweine
- Schlachthalle für Schweine (73,45 × 46,2 Meter)
- Verbindungshalle (186,4 × 20 Meter)
- Kühlhaus (185,8 × 50 Meter)
- Kuttelei mit Düngerhaus
- Kessel- und Maschinenhaus
- Werkstatt
- Lokomotivdepot
- Gebäude für Häute und Talgannahme
- Pferde- und Hundestall

In den für die Schlachtung vorgesehenen Gebäuden waren die Wände bis in eine Höhe von 2 Metern mit gelben Fliesen belegt. Die Böden bestanden aus Estrich oder sind mit Granitplatten belegt gewesen. Die Böden erhielten ein Gefälle und Abflussrinnen. Eine großzügige Wasserversorgung ermöglichte das tägliche gründliche Reinigen der Böden und Wände. In den Kopfbauten der Hallen befanden sich die Räume für die Tierärzte, das Aufsichtspersonal und zur Aufbewahrung von Geräten.
Das Kleinvieh wurde mit der betriebsinternen Schmalspurbahn zu den Wartebuchten (16 je Längsseite) gebracht, die an der Außenseite der Schlachthalle für Kleinvieh angebaut waren.
Die Schlachthalle für Schweine hatte 20 Wartebuchten. Zur Untersuchung auf Trichinen wurde das frische Schlachtfleisch eines jeden Tieres in Mikroskopierräumen untersucht. Deren Kapazität war so ausgelegt, dass an Hauptschlachttagen etwa 100 Beschauer tätig sein konnten. Ferner gab es auch hier Räumlichkeiten für die Tierärzte, den Schlachthofinspektor, den Hallenmeister und weiteres Aufsichtspersonal.
Das aus den Hallen zugerichtete Schlachtgut verbrachte man mittels eines Hochbahntransports in die Verbindungshalle. Hier entschied es sich, welche Mengen sofort auf Fleischerwagen zur weiteren Verwendung in die Stadt transportiert worden oder was in das Kühlhaus eingelagert wurde.

### Kühlhaus

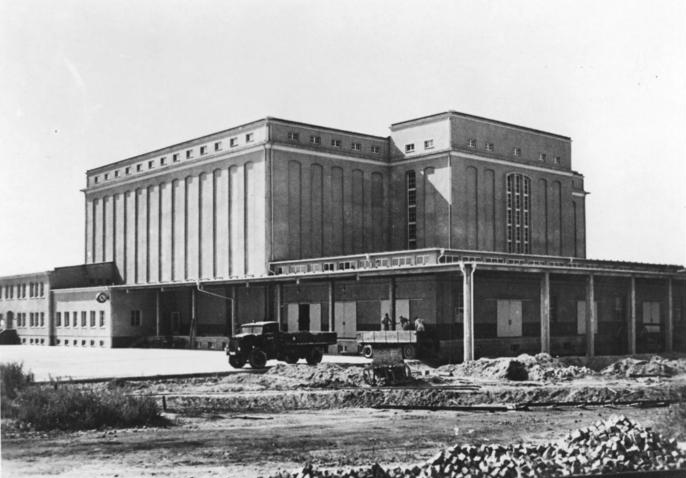
Das Kühlhaus von 1953

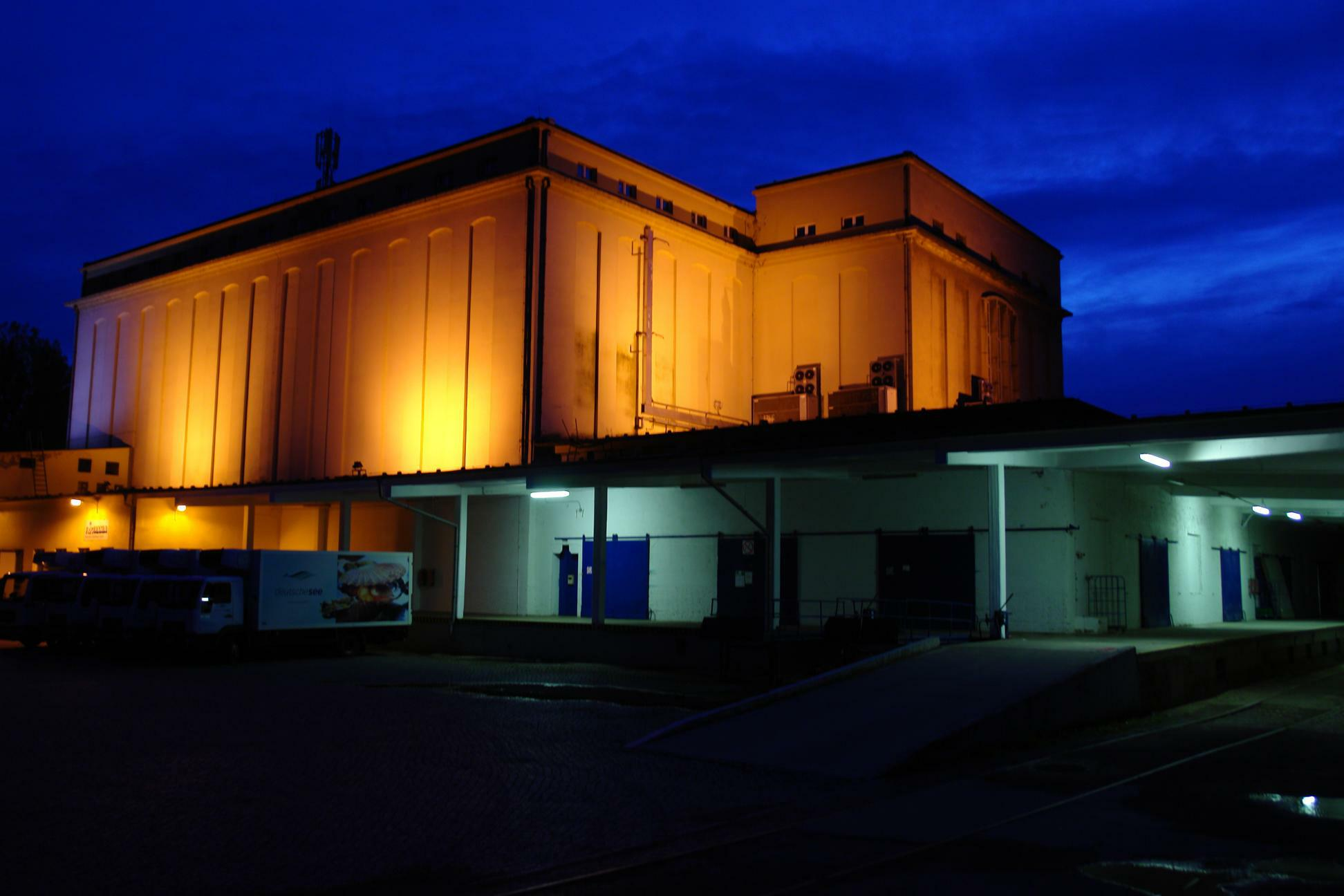
Das Kühlhaus 2008

Im Kühlhaus existierte ein Hauptkühlraum mit einer Temperatur von 4 °C. Die Vorkühlräume hatten eine Temperatur von 8 °C. Zur Zeit seiner Betriebsaufnahme verblieb gekühltes Fleisch im Städtischen Vieh- und Schlachthof nur bis zu 8 Wochen. Einzelne Kühlboxen waren zur Vermietung an Fleischereibetriebe vorgesehen. Weiterhin existierte ein Pökelraum mit vermietbaren Kabinen, eine Fleischhackanstalt zur Wurstfabrikation und ein Verkaufsraum für Großschlächter. Im Dachgeschoss des Kühlraumes waren die Aufenthalts- und Umkleideräume für Meister und Gesellen eingerichtet.
Zur Erzeugung der erforderlichen Kühlleistung befanden sich im östlichen Teil des Dachgeschosses Scheibenkühlapparate. Die rotierenden Scheiben brachten die zu kühlende Luft mit Salzwasser in Verbindung, was eine Temperatur von −15 °C hatte. Im Umluftverfahren wurde die gekühlte und gereinigte Betriebsluft durch Ventilatoren wieder in die Kühlräume geleitet.
Die wirtschaftliche Entwicklung in der Nachkriegszeit machte für den Schlachthofbetrieb ein neues Kühlhaus erforderlich, das 1953 seinen Betrieb aufnahm. Es wurde nordwestlich vom Erlweinschen Komplex errichtet.

### Hauptkuttelei und Düngerhaus
Hier wurden der Inhalt der Mägen und Därme entsorgt und zum Abtransport mit der Eisenbahn vorbereitet. In den Kutteleien brühte man die Eingeweide der Rinder, Kälber und Schafe. Der sich intensiv bildende Wrasen musste mit einer Entnebelungsanlage laufend unterdrückt werden. Dazu diente heiße und trockene Luft.

### Kessel- und Maschinenhaus

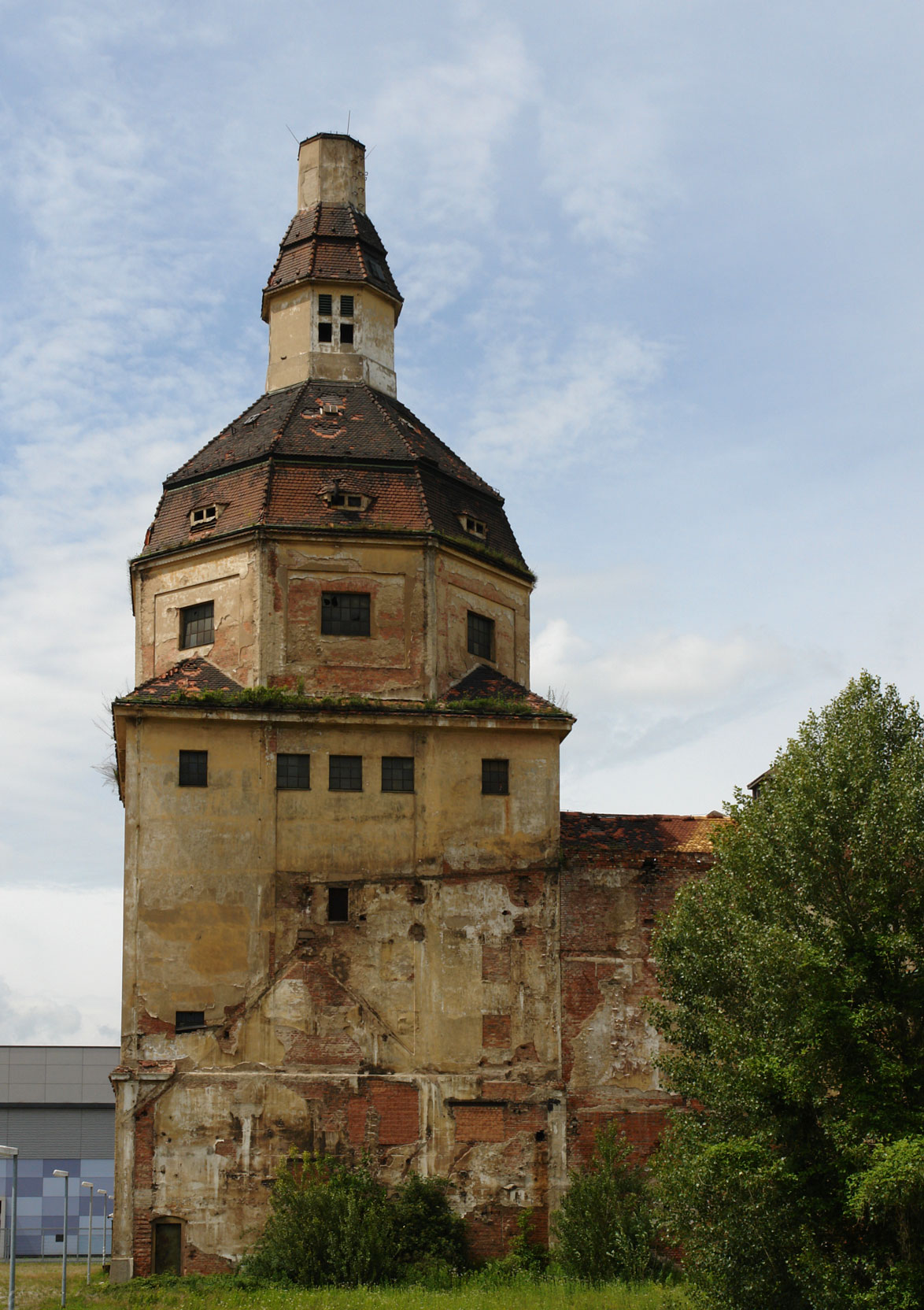
Schlachthofturm

In diesem Funktionsbereich erzeugte der Schlachthof seinen benötigten Kraftstrom. Das Gebäude ist der markanteste und weithin sichtbare Teil der Gesamtanlage und besteht aus einem großzügig umbauten Schornstein, dem so genannten Schlachthofturm. Seine Höhe beträgt etwa 50 Meter. Die Umbauung geschah nicht aus ästhetischen Gründen, sondern hatte eine wichtige technische Funktion. Im Erdgeschoss befanden sich die Kondensatoren der Kühlanlage. Das 2, 3. und 4. Obergeschoss beherbergte die Akkumulatoren. Das 1. Obergeschoss war zunächst frei geblieben und sollte später eine Waschstation aufnehmen.
Im 5. Obergeschoss hatte man einen aus vier Kammern bestehenden Warmwasserbehälter (400 Kubikmeter) untergebracht. Das 6. und oberste Geschoss war mit dem Kaltwasserbehälter ausgestattet. Eine technische Besonderheit dieses Turmgebäudes bestand darin, dass die Abluftkanäle der Akkumulatorenräume eng an den Schornstein gelegt waren, um im Wärmeaustauschverfahren eine starke Abkühlung für diesen Bereich zu vermeiden. Aus dem gleichen Grund wurde das Dach von diesem Gebäude sehr weit schräg nach oben gezogen.
Im Kellergeschoss des Turmes befand sich das Pumpsystem für den Kühlmaschinenbereich und Dampfturbinenkondensation. Eine Hochdruckpumpe gewährleistete eine Betriebswasserversorgung und im Brandfall eine Löschwasserversorgung mit einem Druck von 7 Atmosphären.
Im Maschinenhaus stand eine Dampfturbinenanlage mit einer Leistung von 675 Kilowatt, mit deren Kraft die Kühlanlage betrieben wurde. Gekühlt wurde mit einer Ammoniak-Kompressionsanlage, deren Verdampfer sich auch in diesem Gebäude befand. Eine Eismaschine konnte 25.000 Kilogramm Eis am Tage produzieren. Deren Produkt hatte man bis zur Verwendung in einem Eisstapelraum zwischengelagert.
Im Jahr 1984 wurden die Energieerzeugungsanlagen durch ein moderneres Heizhaus ergänzt.

## Betriebssysteme
Für die Betriebssicherheit gab es im gesamten Gelände eine Brandmelder-, Wächterkontroll- und Signalanlage. Weiterhin hatte man ein Telefonnetz und viele Uhren installiert. Im Maschinenhaus standen auch drei Elektrogeneratoren, die den Betriebsstrom erzeugten. Es bestand ein Hauptnetz und eine Notstromversorgung.
Als Raumheizsystem hatte man eine Hochdruckdampfheizung mit einem Umwandler für den Niederdruckbetrieb installiert. Sie versorgte auch einzelne technische Anlagen, wie beispielsweise die Brühbottiche in der Schweineschlachthalle.
Die Kanalisationssysteme wurden nach ihrer Funktion in zwei Bereiche getrennt. Eine Tageswasserkanalisation ist fast durchgängig angelegt und entsorgt das witterungsbedingte Oberflächenwasser über eine in Richtung Westen der Elbe zufließende Leitung. Das Brauchwasser aus den Hallen, der Wagenwäsche, den Wohngebäuden und den Bedürfnisanstalten wurde mit einer Schmutzwasserkanalisation aufgenommen, in der betriebseigenen Kläranlage gereinigt und geklärt in die Elbe geleitet.

## Haupteingangsbereich
Der ehemalige Haupteingang zum Gelände des Städtischen Vieh- und Schlachthofs ist eine Platzanlage mit verschiedenen Funktionsgebäuden. Dazu zählen eine Gastwirtschaft mit Gartenanlage, ein Verwaltungsgebäude, das Schauamt und mehrere Ladengebäude. Dieser Zugang wird von der heutigen Messegesellschaft nur für Transporte genutzt und ist kein Besuchereingang. Weil es hier keinen Schlachthofbetrieb mehr gibt, hat dieser Funktionsbereich an Bedeutung verloren.

## Kunst und Architektur

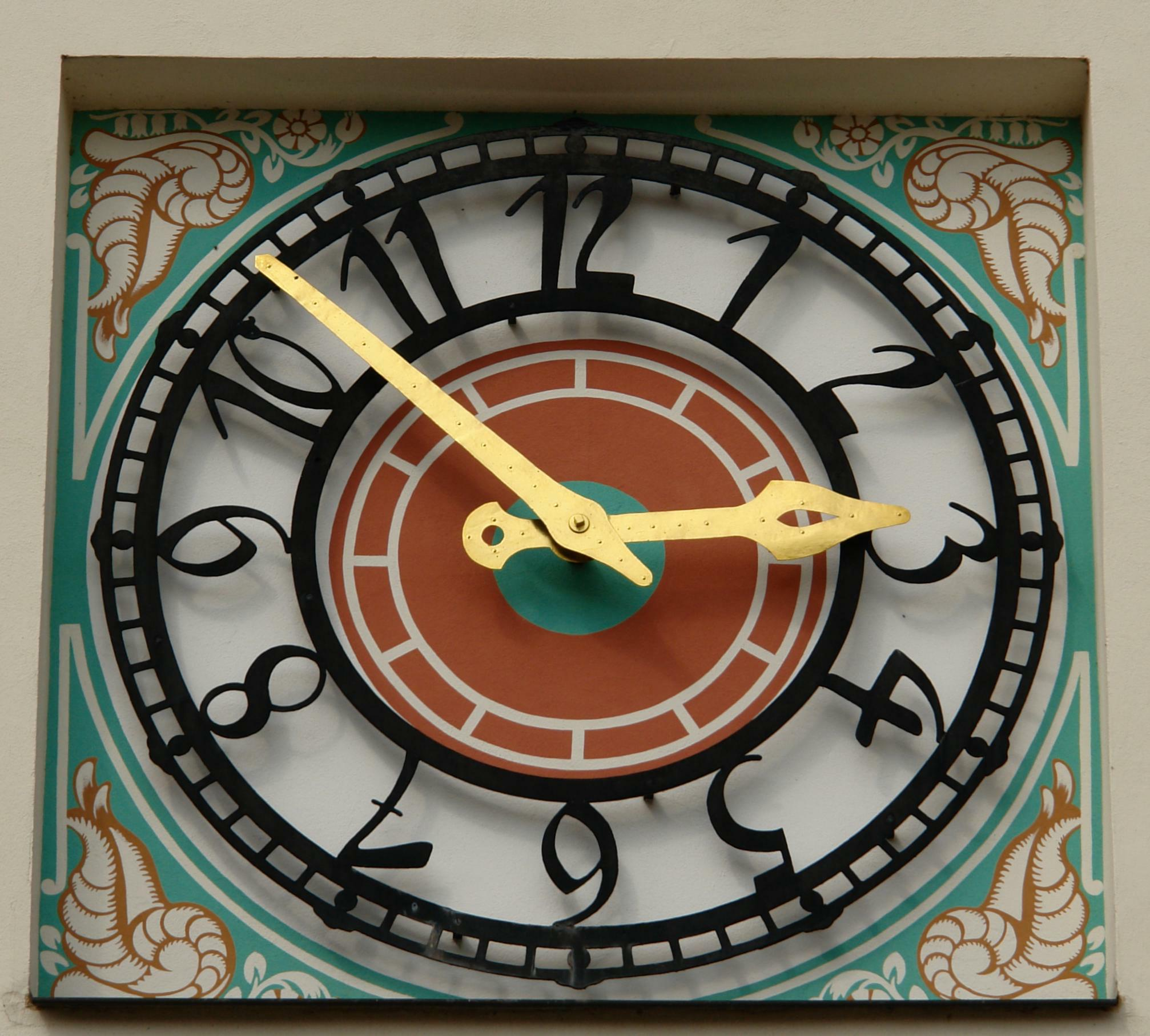
Uhr an den Schlachthofhallen

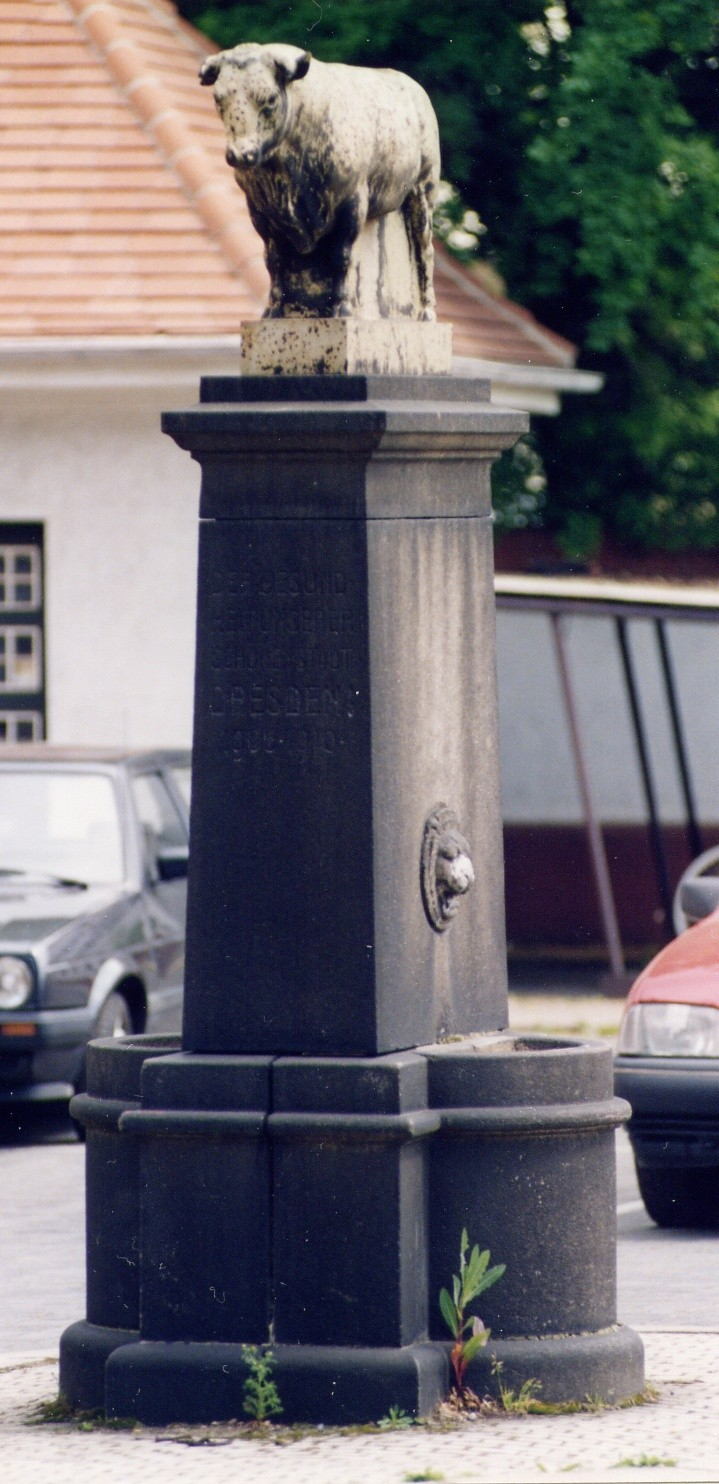
Der Stierbrunnen von Georg Wrba am ehemaligen Haupteingang (Zustand 1994)

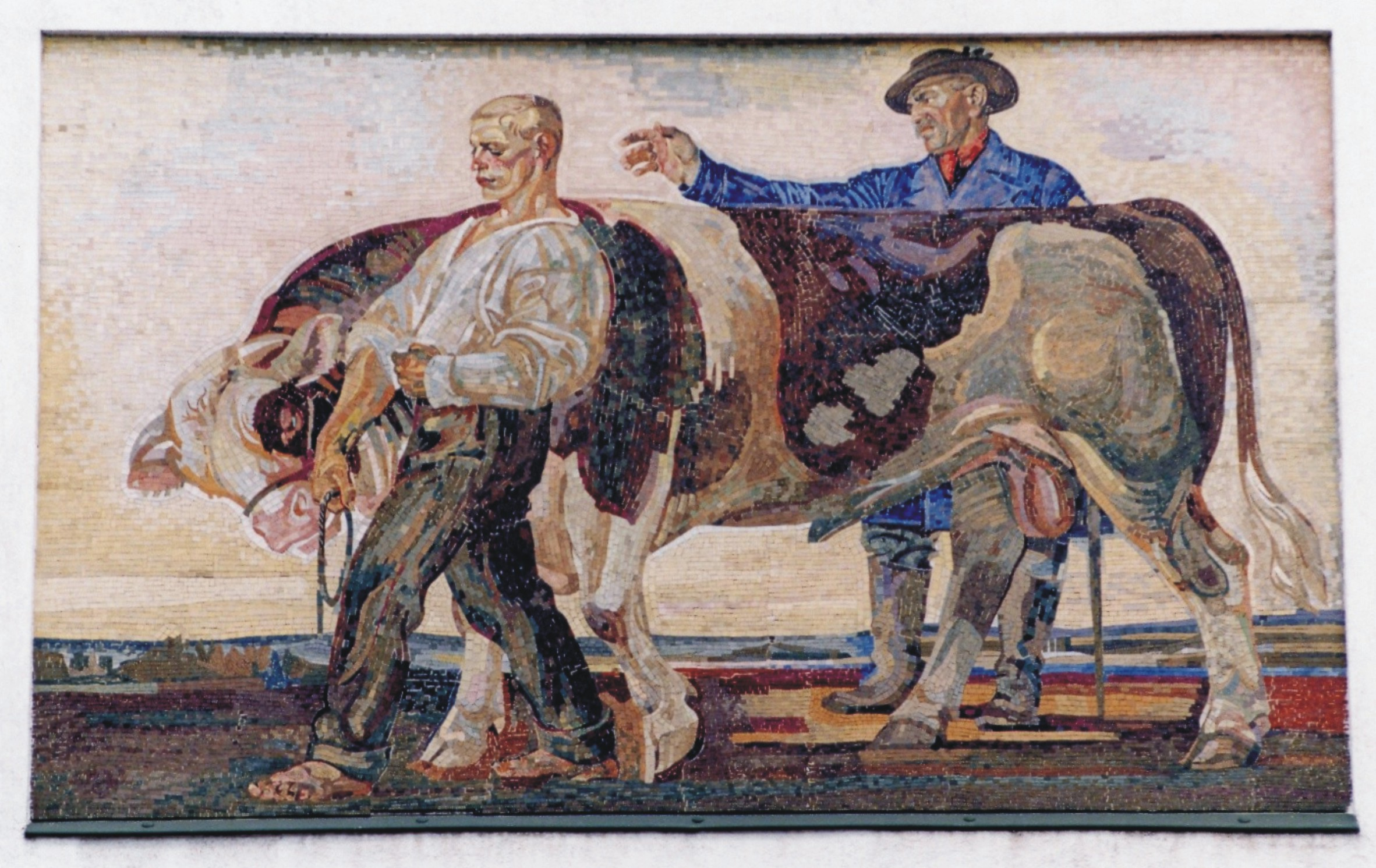
Mosaikwandbild am alten Kühlhaus des Schlachthofes

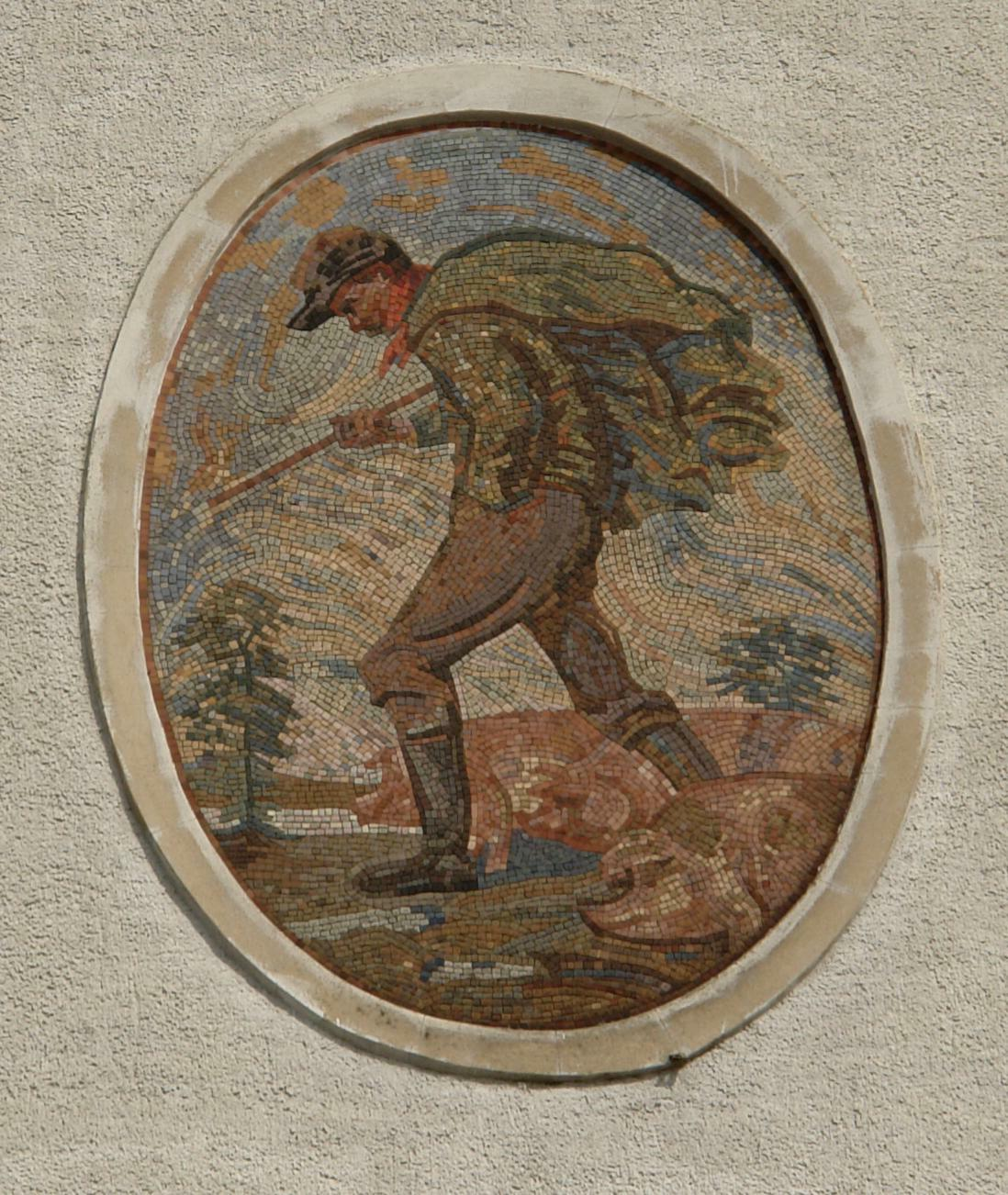
Ovales Wandmosaik

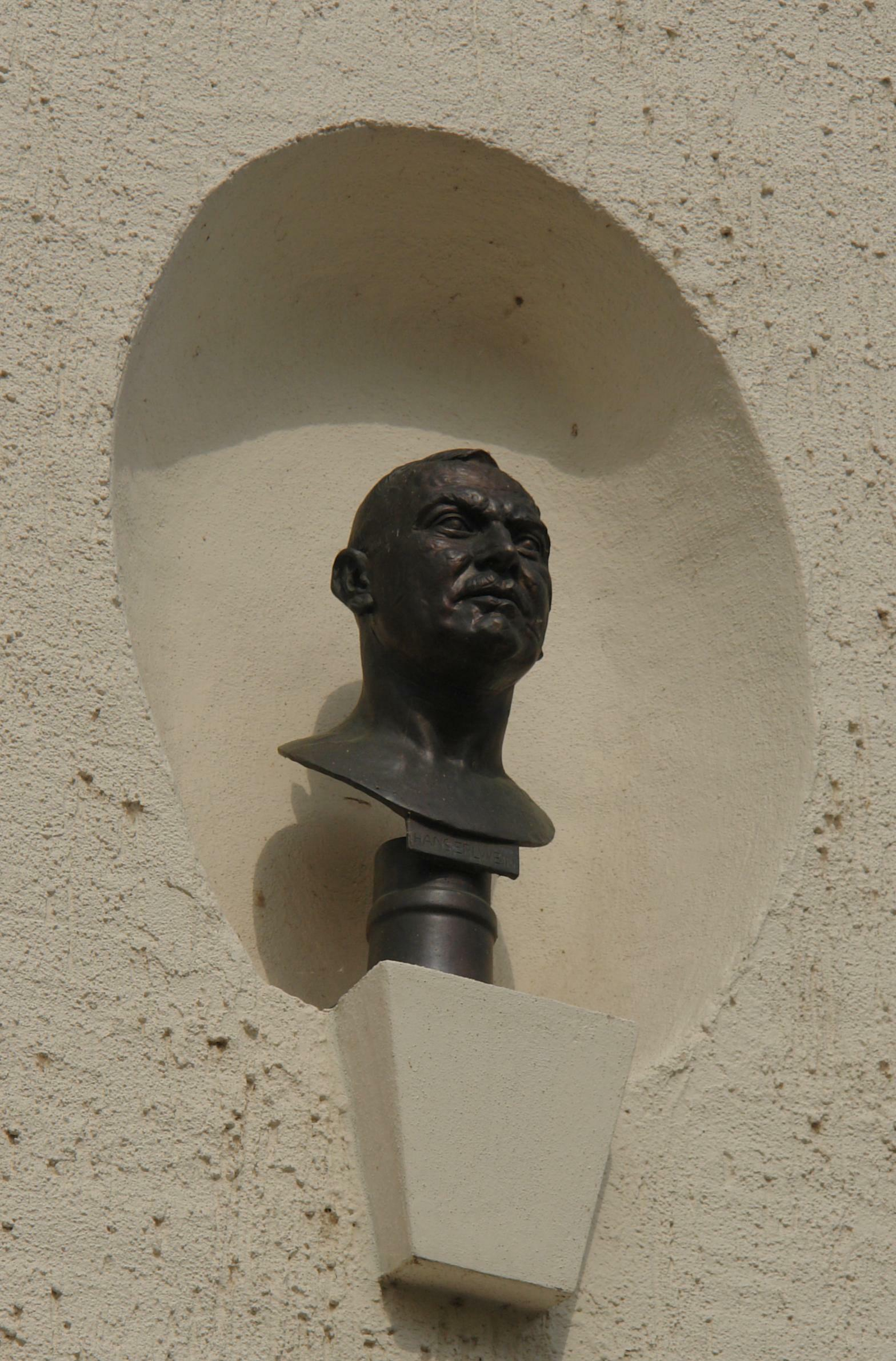
Erlwein-Büste von Georg Wrba

Die Schlachthofanlage von Stadtbaurat Hans Erlwein, die aus 68 einzelnen Gebäuden bestand, wurde nach fünfjähriger Bauzeit am 19. August 1910 eingeweiht. Das Gebäudeensemble im Heimatschutzstil wurde in Form einer Siedlung errichtet, die von einer Ringstraße umfasst wird. Der städtebauliche Höhepunkt der „kleinen Stadt“ ist ein Platz, der von repräsentativen Gebäuden, wie Hotel mit Gastwirtschaft, Pförtnerhaus und Verwaltungsgebäude umgeben ist. Der Gebäudekomplex zeigt eine fast einheitliche aber abwechslungsreiche und aufwändige Gestaltung. Die Gebäude sind als helle Putzbauten in einem ländlichen Architekturstil gestaltet worden. Damit versuchte Hans Erlwein nicht nur Wohnhäuser, sondern auch Industrie- und Zweckbauten ein malerisches, nostalgisches Erscheinungsbild zu geben. Das Ergebnis war ein von Erlwein regional repräsentierter Baustil im äußeren Erscheinungsbild.
Die Architektur des Schlachthofkomplexes ist von zahlreichen Details in den Fassaden und einer abwechslungsreichen Dachlandschaft geprägt. Hans Erlwein bevorzugte einen ländlichen Stil mit, wo es technisch nicht anders erforderlich war, kleinteiligen Grundstrukturen. Die Anlage vermittelte den Eindruck eines überdimensionierten Gutshofes und fügte sich demzufolge sensibel in den Landschaftsraum Großes Ostragehege ein. Das Gesamtbild lebt besonders von den unterschiedlichen Dachformen und -höhen. Die Dachlandschaft besteht aus tief gezogenen roten Ziegeldächern als Mansard- und Walmdächern, Walm oder Krüppelwalm, Giebeln, Gauben, Schornsteinen und Lüftungsaufsätzen. Die meisten Dächer haben eine Walmform und sind gebogen. Das ist an den Wohngebäuden gut zu beobachten.
Zahlreiche kleine künstlerische Arbeiten in Form von Kleinplastiken von Georg Wrba, Wandbildern von August Strohriegl und Decken- und Wandmalereien von Paul Perks belebten seine Bauten wesentlich. Damit sollte im Bereich der Wohngebäude eine heimische und kulturvolle Atmosphäre geschaffen werden.
Das bekannteste Beispiel dafür ist der Stierbrunnen von Georg Wrba vor dem ehemaligen Haupteingangsbereich, dem Pförtnerhaus am Schlachthofring 6. Er besteht aus einer konischen Stele aus Lausitzer Granodiorit, die eine Serpentinitfigur in Form eines Stieres trägt. In zwei kleine seitliche Becken kann Wasser abgegeben werden. Eine Inschrift ist auf dem darunterbefindlichen Postament zu lesen: Der Gesundheit unserer schönen Stadt Dresden 1906 · 1910. Eine weitere Plastik vom selben Künstler steht vor dem Gebäude des Schlachthofrings 26, im Garten vom östlichen Teil der Wohnanlage, hinter dem Eckladengebäude. Es ist die Plastik des Schweinetreibers auf dem Schweinetreiberbrunnen in Bronze. Im Gastwirtschaftsgebäude am Schlachthofring 7 ist an der Saaldecke eine Ausmalung von Paul Perks zu bewundern.
Zahlreiche Kleinplastiken als Kartusche, Einzelsteine oder Pfeilerteil sind in der Gebäudearchitektur anzutreffen. Manchmal haben sie einen Hinweischarakter, in anderen Fällen scheinen sie nur der Verzierung zu dienen. Oft nimmt man diese Kleinkunstwerke erst nach intensiverer Betrachtung wahr. Von besonderer Wirkung sind zwei Mosaikfriese an Gebäuden im Bereich des früheren Haupteingangs. Ein rechteckiges Mosaikbild an der Stirnseite des alten Kühlhauses zeigt zwei Bauern und ein Rind. Das andere ist eine ovale Arbeit und schmückt die Wand des ehemaligen Städtischen Schauamtes am Schlachthofring 6, das einen schreitenden Bauern mit Sau darstellt.
Die Hallenkonstruktionen sind überwiegend aus Stahlbeton erbaut, was belegt, dass Erlwein moderne Bauweisen seiner Zeit für dieses Großprojekt aufgriff. Um eine optimale Beleuchtung in den Schlachthofhallen zu haben, waren die meisten Dächer mit großzügigen Oberlichtfenstern versehen. Um diese Anlagen in zuverlässiger Betriebsfähigkeit zu halten, gab es an zahlreichen Gebäudeecken kleine Treppenhäuser, die einen leichten Dachzugang ermöglichten.

## Ende des Schlachthofbetriebes

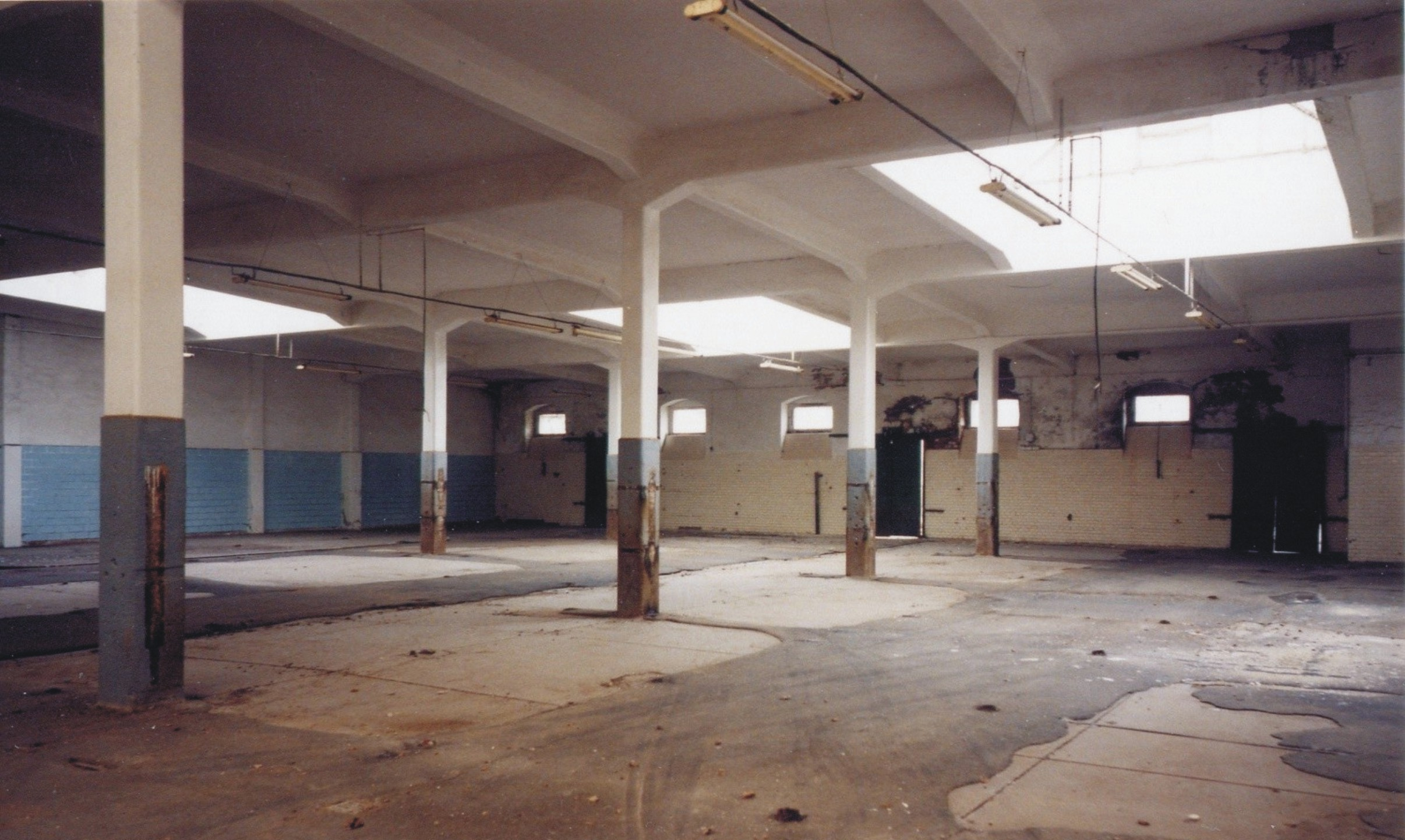
Innenansicht einer Halle mit engem Stützensystem

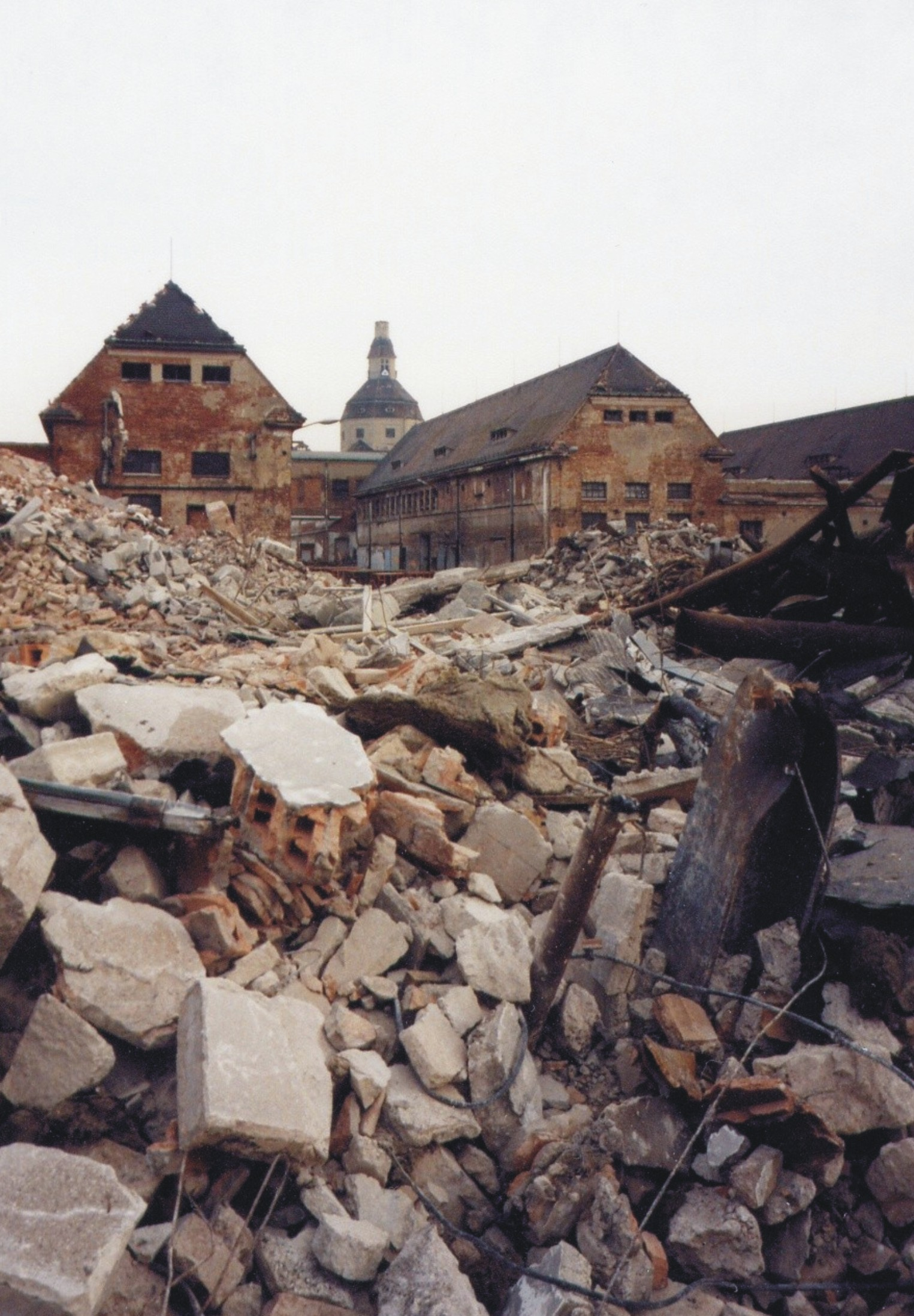
Abriss- und Umgestaltungsarbeiten im Januar 1999

Mit der Ansiedlung neuer fleischverarbeitender Betriebe in der Region Dresden und den neuen Handelsstrukturen nach 1990 veränderten sich für den Schlachthofbetrieb wesentliche Rahmenbedingungen. Auf Grund dieser Entwicklung wurde die Einrichtung 1995 stillgelegt. Die bedeutendste Nachnutzung auf diesem Areal ist die Messe Dresden.

### Nachnutzungen
Ein Teil des Dresdner Schlachthofes wird seit 1999 als Ausstellungs- und Messeareal genutzt. Die Messe Dresden ist der Betreiber dieser Flächen. Die Umgestaltung des Schlachthofs und einiger Flächen im Großen Ostragehege wurden in einem städtebaulich-landschaftspflegerischen Ideenwettbewerb im Jahr 1995 planerisch und variantenreich vorbereitet. Der für die Messe Dresden relevante Bebauungsplan Nr. 78 „Schlachthofinsel“ wurde vom Stadtrat Dresden am 23. April 1998 gefasst.
Zu Umsetzung dieser Beschlüsse sind Ende 1998 und im Jahr 1999 umfangreiche bauvorbereitende Arbeiten und Sanierungsaktivitäten in dem denkmalgeschützten Komplex durchgeführt worden. Dabei riss man Gebäude im Bereich des Amtsschlachthofs ab. Eine besondere Maßnahme stellte die Entkernung der Hallengebäude vom Schlachthof dar. Dabei musste auch das alte Stützensystem in den Hallen entfernt werden, weil es mit der künftigen Nutzung im Messebereich unverträglich gewesen wäre. Im Rahmen des Architektenprojektes Neue Messe Dresden entstand für Dresden ein neues städtisches Ausstellungs- und Messezentrum.
Einige Bereiche des ehemaligen Städtischen Vieh- und Schlachthofs blieben Brachflächen oder werden inzwischen in anderer Weise als die traditionelle Zweckbestimmung es vorsah genutzt. So fand mit der Ostrale bis 2017 jährlich eine große Ausstellung für zeitgenössische Kunst im Schlachthofgelände statt. Die Zielstellungen der landschaftspflegerischen Wettbewerbsergebnisse sind bisher nur teilweise umgesetzt worden.

## Rezeption
Der US-amerikanische Schriftsteller Kurt Vonnegut erlebte 1945 die Luftangriffe auf Dresden als Kriegsgefangener im Gelände des Schlachthofs. Seine Erlebnisse verarbeitete er in seinem 1969 erschienenen, populärsten Roman Schlachthof 5 oder Der Kinderkreuzzug.